# Arsenat de magnesi
L'arsenat de magnesi és un compost inorgànic, del grup de les sals, que està constituït per anions arsenat {\displaystyle {\ce {AsO4^{3-}}}} i cations magnesi (2+) {\displaystyle {\ce {Mg^{2+}}}}, la qual fórmula química és {\displaystyle {\ce {Mg3(AsO4)2}}}.

## Propietats

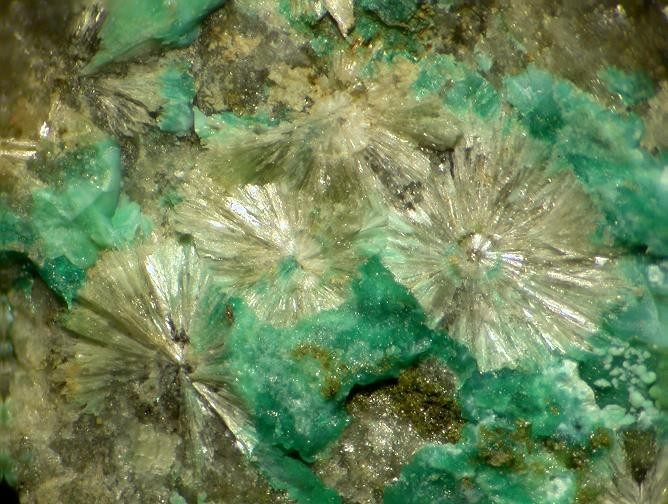
Cristalls transparents d'hornesita

L'arsenat de magnesi es presenta en forma de pols cristal·lina blanca. És insoluble en aigua (pKsp= 19,68) però forma varis hidrats. En escalfar-lo es descompon. És molt tòxic. A la natura hom pot trobar l'octahidrat al mineral hörnesita {\displaystyle {\ce {Mg3(AsO4)2*8H2O}}}.

## Obtenció
Es pot obtenir mitjançant la reacció de neutralització del carbonat de magnesi {\displaystyle {\ce {MgCO3}}} amb àcid arsènic {\displaystyle {\ce {H3AsO4}}}:
{\displaystyle {\ce {3MgCO3 + 2H3AsO4 -> Mg3(AsO4)2 + 2H2O + 3CO2}}}

## Aplicacions
S'empra com insecticida.